# Condado de Mercer (Nueva Jersey)
El condado de Mercer (en inglés: Mercer County), fundado en 1838, es un condado en el estado estadounidense de Nueva Jersey. En el 2010 el condado tenía una población de 366,513 habitantes en una densidad poblacional de 627 personas por km². La sede del condado es Trenton.

## Geografía
Según la Oficina del Censo, el condado tiene un área total de 593 km² (229 mi²), de la cual 585 km² (225,9 mi²) es tierra y 8 km² (3,1 mi²) (1.27%) es agua.

### Condados adyacentes
- Condado de Somerset (norte)
- Condado de Middlesex (noreste)
- Condado de Monmouth (este)
- Condado de Burlington (sur)
- Condado de Bucks (Pensilvania) (oeste)
- Condado de Hunterdon (noroeste)

## Demografía
En el 2007 la renta per cápita promedia del condado era de $68,582, y el ingreso promedio para una familia era de $85,169 . En 2000 los hombres tenían un ingreso per cápita de $47,444 versus $34,788 para las mujeres. El ingreso per cápita para el condado era de $27,914 y el 8.60% de la población estaba bajo el umbral de pobreza nacional.

## Localidades

### Ciudad
Trenton

### Boroughs
Hightstown |
Hopewell |
Pennington |
Princeton

### Municipios
East Windsor |
Ewing |
Hamilton |
Hopewell |
Lawrence |
Princeton |
Robbinsville |
West Windsor

### Lugares designados por el censo
Groveville |
Hamilton Square |
Kingston |
Lawrenceville |
Mercerville |
Princeton Junction |
Princeton North |
Robbinsville |
Twin Rivers |
White Horse |
Yardville

### Áreas no incorporadas
Grover's Mill |
Kingston |
Mount Rose |
Titusville |
Windsor